# ノナヘキサコンタン
| ノナヘキサコンタン | ノナヘキサコンタン |
| ------------------ | ------------------ |
| CH3(CH2)67CH3      |                    |
| IUPAC名            | ノナヘキサコンタン |
| 分子式             | C69H140            |
| 分子量             | 969.8499           |
| CAS登録番号        | 7719-92-8          |

ノナヘキサコンタン (Nonahexacontane) とは、直鎖状のアルカンの1種。炭素原子が69個、分岐することなく一列に連なっている。分子式はC69H140。分子量は969.8499。